# Mishan
Mishan (密山市S, MìshānP) è una città-contea della Cina, situata nella provincia di Heilongjiang e amministrata dalla prefettura di Jixi.